# Societat Civil Catalana
Societat Civil Catalana (SCC) és una plataforma unionista espanyola que s'autodefineix com «un grup de catalans i catalanes que volen contribuir i facilitar la conscienciació i mobilització de les persones que a Catalunya consideren positiu el manteniment d'un vincle sòlid amb la resta d'Espanya i Europa». Se la considera pròxima a l'extrema dreta tot i que l'entitat defensa que la majoria d'actes públics de l'entitat han estat presidits i presenciats per representants de diverses forces polítiques.

## Història
Com a reacció al procés independentista català i més concretament com a reacció a la creació de l'Assemblea Nacional Catalana, a partir de 2012 es realitzen diversos intents de crear una associació que aplegui tot el conjunt de ciutadans catalans que se senten unionistes amb la resta de l'Estat. El mateix any neix Moviment Cívic d'Espanya i Catalans, i més endavant es crearien Moviment Cívic 12-O i Somatemps (2013).
El gener de 2014 diverses organitzacions i plataformes unionistes van trobar-se i decidir unir-se com a plataforma apolítica per fer front a "la depressió col·lectiva que havia generat la manca de resposta del Govern Central al procés secesionista de Mas". Entre altres hi havia representants de Somatemps, de Som Catalunya, Somos España i d'Impulso Ciudadano.

### Creació
En el moment de fundació, el periodista de Libertad Digital José Rosiñol Lorenzo en fou el president provisional. Entre els impulsors destaquen el filòsof i escriptor Javier Barraycoa, el polític i advocat José Domingo Domingo, l'advocada Isabel Porcel González, el professor d'Economia a la UAB Ferran Brunet, la professora de Dret a la UAB Susana Beltrán García i l'advocada Ana Maria Lindin. L'entitat es va fundar amb 72 associats, i amb el temps el nombre ha anat decreixent; de fet va perdre dos afiliats en un any. L'empresari Josep Ramon Bosch Codina va ser president i l'historiador i polític Joaquim Coll, el vicepresident. El setembre de 2015 van dimitir al·legant motius personals i van ser substituïts per Rafael Arenas, catedràtic de Dret Internacional, i l'entitat va suprimir les vicepresidències segona i tercera.
Félix Revuelta, president i accionista principal del grup empresarial Naturhouse, és un dels promotors. Jorge Moragas, un dels principals estrategs del Partit Popular i mà dreta de Mariano Rajoy ha sigut un altre dels impulsors del projecte. La seva cunyada, Miriam Tey, ha ocupat la vicepresidència de l'entitat.
Societat Civil Catalana es va presentar a la premsa el 15 d'abril de 2014 al Col·legi de Periodistes de Catalunya, anunciant que serien "la Catalunya incòmoda per als qui volen la ruptura amb Espanya". L'acte va ser presentat per Josep Ramon Bosch, Susana Beltrán, Isabel Porcel, Josep Rosiñol i Joaquim Coll, representant l'assemblea de 45 persones fundadores de la plataforma. Van presentar un manifest recolzat amb 1.600 adhesions.
Més endavant, es van presentar en societat el 23 d'abril de 2014 al Teatre Victòria de Barcelona en un acte on va aglutinar més de 1.300 persones i que va comptar amb el suport de dirigents de diferents partits com el PPC, Ciutadans, UPyD i Vox. Hi assistiren, entre d'altres, diputats de Ciutadans, del PP i representants d'UPyD; Santiago Abascal, secretari general de Vox; Robert Hernando, secretari general de Plataforma per Catalunya, i Borja García-Nieto, president del Círculo Ecuestre. També hi assistí Joan Rangel, dirigent del PSC i delegat del Govern espanyol a Catalunya durant el mandat de Zapatero, però Rangel aclarí que hi anava a títol personal, ja que ni PSC ni PSOE enviaren cap delegació oficial a la presentació.

### Etapa Josep Ramon Bosch

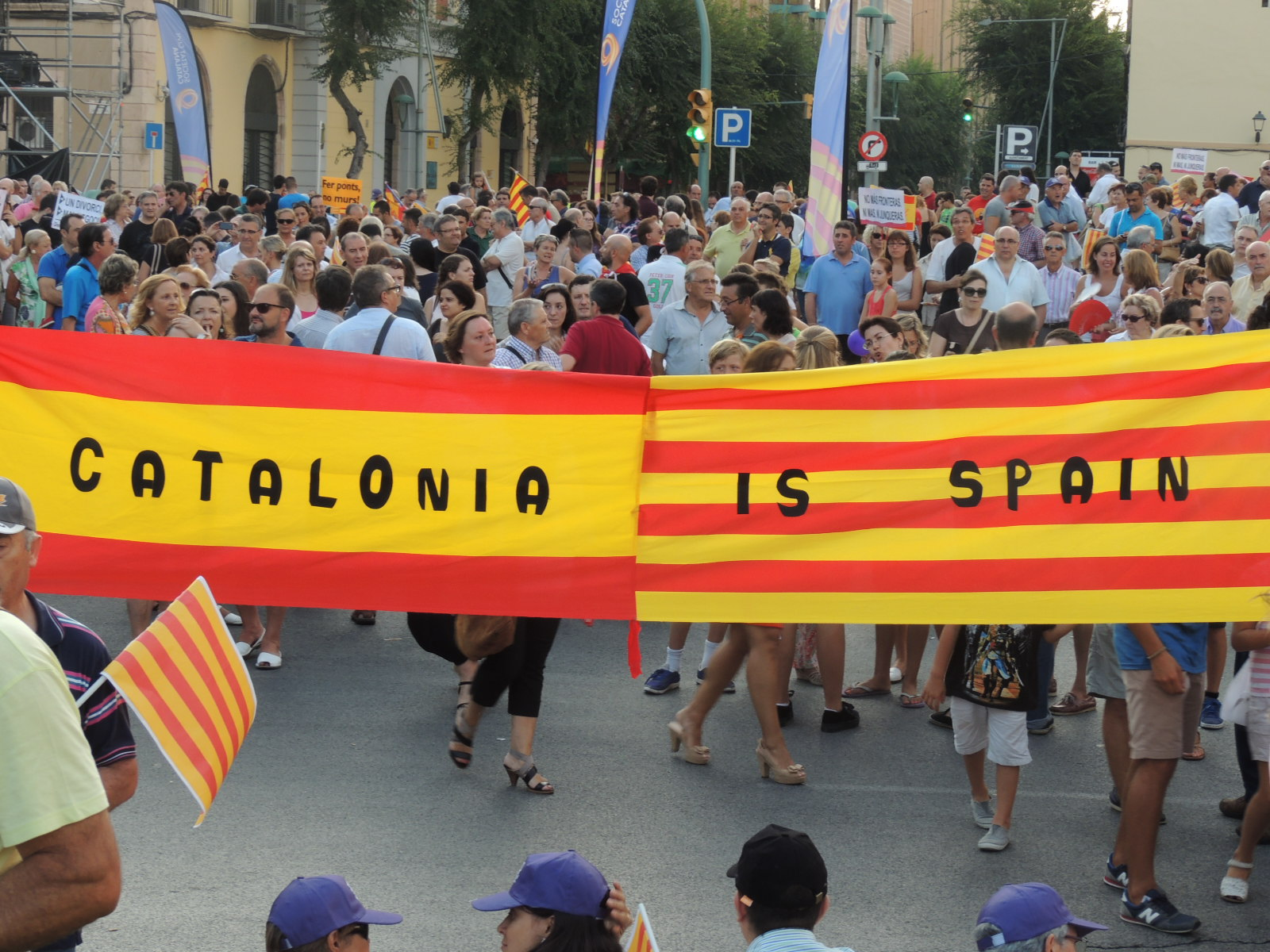
Pancarta a l'acte de l'11 de setembre de 2014 a Tarragona

En 2014 i 2015 va posar en marxa l'Operació Nèmesi, una xarxa de 922 perfils falsos a xarxes socials que es dedicaren a difondre publicacions unionistes, que es repetí dies abans de la Consulta del 9N organitzada por la Generalitat de Catalunya.
L'11 de setembre de 2014 aplegà més de 3.000 persones en un acte contrari a la consulta sobre la independència de Catalunya a l'Amfiteatre de Tarragona, sota el lema «Recuperem el seny, recuperem la senyera», en el qual hi van assistir Alícia Sánchez-Camacho, del PP, Albert Rivera, de C's, Joan Rangel i Carme Chacón, del PSC-PSOE. Aquell mateix dia a Barcelona es van concentrar més d'1.500.000 de persones a la Via Catalana 2014.
El 25 de setembre de 2014 manifestà en roda de premsa la voluntat d'organitzar una concentració el 12 d'octubre a la plaça de Catalunya de Barcelona per tal que serveixi com a «festa de la regeneració d'Espanya» i convertir la ciutat en la «capital sentimental» del Dia de la Hispanitat. La concentració va aplegar 38.000 persones segons la Guàrdia Urbana i va comptar amb la participació de PP, C's, PxC, UPyD, MSR, FE de les JONS, Soberanía y Libertad i el Casal Tramuntana. Durant l'esdeveniment s'emeté un vídeo on Josep Borrell i Marina Subirats, ex-càrrecs del PSC, donaven suport a l'unionisme espanyol.
En vistes a la commemoració anual de la Constitució Espanyola de 1978, es va organitzar un altre acte el 4 de desembre de 2014 a l'Auditori Axa de l'Illa Diagonal de Barcelona sota el lema «Convivència, sí. Consens, sí», que comptà amb la presència de membres del PSC, PP i C's. Alguns dels càrrecs presents van ser Miquel Iceta, Maurici Lucena, Carles Martí, Assumpta Escarp, Esther Niubó, Gabriel Colomé i Joan Rangel, per part del PSC; Alicia Sánchez-Camacho, Enric Millo, Alberto Fernández Díaz, Ángeles Esteller, Pere Calbó i Josep Llobet, per part del PP; i Matías Alonso i Carmen de Rivera, en nom de C's.
El 19 de gener de 2015 SCC va rebre la medalla del Premi Ciutadà Europeu de 2014, que atorga anualment el Parlament Europeu. Aquesta fou una de les tres entitats espanyoles que van rebre el guardó d'un total de quaranta-nou al continent europeu. Arran de l'entrega d'aquest guardó, una vintena de dirigents polítics i personalitats del món de la cultura i l'empresa, entre els quals, Mariano Rajoy, Pedro Sánchez i altres membres del PP, PSOE, Ciutadans i UPyD van subscriure una carta de suport a l'entitat.
Durant les eleccions al Parlament de Catalunya de 2015 van presentar la campanya Posem fi al separatisme, on intentaven avisar dels possibles riscos d'una eventual independència de Catalunya. El mateix 27 de setembre, dia de les eleccions, la Junta Electoral Central va ordenar retirar la campanya. El 28 de setembre van dimitir del seu càrrec el president Josep Ramon Bosch i els vicepresidents José Rosiñol i Susana Beltrán, entrant a la presidència Rafael Arenas.

### Canvis de presidència
La tardor del 2016 van canviar la presidència, assumint-ne el càrrec Mariano Gomà.
L'associació va organitzar en 2017 dues manifestacions multitudinàries a Barcelona: el 8 d'octubre «Prou! Recuperem el seny», una setmana després del Referèndum sobre la independència i «Tots som Catalunya» el 29 d'octubre, dos dies després de la Declaració d'Independència de Catalunya del Parlament.
El novembre de 2017 es va nomenar José Rosiñol com a nou president i es va publicar un web on animava a fer denúncies a aquelles escoles que mostressin "símbols polítics" als centres com "estelades, pancartes de Somescola, murals, etc.", "exercicis inadequats" o " fotocòpies de manuals que falsegen la realitat", entre d'altres. Rosiñol fou destituït, juntament amb tres altres directius, el desembre de 2018 per irregularitats en la gestió econòmica, sent nomenat provisionalment a Álex Ramos.
El 19 de gener de 2019 tornà a assumir la presidència Josep Ramon Bosch, càrrec del qual va dimitir el 23 d'abril de 2019. En l'assemblea celebrada el 26 de juny de 2019 es va escollir a l'historiador i exdiputat del PP al Parlament de Catalunya Fernando Sánchez Costa com a nou president. Des de 2022 la seva Presidenta és Elda Mata.

## Finançament
L'entitat es finança, a través de la Fundació Joan Boscà, amb l'aportació de BBVA i Banc Santander, CaixaBank i Telefónica, entre altres empreses.

## Objectius
Segons els seus impulsors, els objectius de l'organització són:
- Promoure, difondre i fomentar la cohesió i la convivència entre els ciutadans a Catalunya i d'aquests amb la resta d'espanyols.
- Promoure, difondre i mantenir la cultura catalana com a part inseparable de la cultura espanyola comú.
- Unificar els esforços de totes aquelles persones i grups que treballen amb els objectius anteriors.[40]

A més, aquesta associació s'ha mostrat contrària al model d'immersió lingüística catalana en articles d'opinió, actes i manifestacions i promovent diverses mobilitzacions i denúncies. Durant l'aplicació de l'article 155 de la Constitució a Catalunya l'octubre de 2017, va demanar al govern Rajoy durant una reunió a Moncloa que s'inclogués l'opció del castellà com a llengua vehicular a la següent pre-inscripció.

## Mobilitzacions
Societat civil catalana ha organitzat i convocat diverses manifestacions a Catalunya contra el procés d'independència de Catalunya. Les dues manifestacions més majoritàries han estat les fetes a l'octubre e 2017. Anteriorment s'havien convocat manifestacions amb relativa poca participació, de menys de 10.000 manifestats per les celebracions de l'11 de setembre i el 12 d'octubre.
Després dels fets del primer d'octubre de 2017, l'entitat va convocar una manifestació el diumenge següent, 8 d'octubre, amb el lema «Prou! Recuperem el seny» on va aplegar unes 350.000 persones i s'hi van sumar diferents partits i plataformes cíviques unionistes. Van participar-hi diversos líders polítics i al final de la manifestació van haver-hi parlaments de diversos personalitats com Mario Vargas Llosa i Josep Borell.
El diumenge 29 d'octubre de 2017, dos dies després de la declaració d'independència de Catalunya sota el lema «Tots som Catalunya, per la convivència, seny» on, segons diverses fonts, van manifestar-se unes 300.000 persones i també s'hi van sumar els partits unionistes, incloent-hi representants del PSC i plataformes cíviques com Somatemps, Plataforma x Catalunya, Falange Española de las JONS, Generación Identitaria, Vox, Falange Auténtica i Som Identitaris.
En aquestes mobilitzacions la violència ha estat un component habitual. SCC es defensa dient que no pot controlar-la i la rebutja.

## Entitats membres i afins
La Fundació Joan Boscà, és una fundació constituïda per la plana major de Societat Civil Catalana partidària del constitucionalisme. El patronat està format per Joaquim Coll, president, Josep Ramon Bosch, vicepresident i Jorge Buxadé Villalba, secretari i candidat per Falange Española de las JONS a les eleccions al Parlament de Catalunya de l'any 1995 i per Falange Española Auténtica a les eleccions espanyoles de 1996.

## Vincles amb l'extrema dreta i el franquisme
A la presentació de Societat Civil Catalana del 23 d'abril de 2014 al Teatre Victòria de Barcelona hi assistiren representants de la formació ultraconservadora Vox, encapçalats pel seu secretari general Santiago Abascal i per la coordinadora d'aquesta formació a Barcelona, Ariadna Hernández, assídua en les activitats del neofeixista Casal Tramuntana. També el partit xenòfob Plataforma per Catalunya (PxC) va enviar-hi cinc dirigents encapçalats per Robert Hernando, el seu secretari general. Tot i això, Societat Civil Catalana defensa que la majoria d'actes públics de l'entitat han estat presidits i presenciats per representants de diverses forces polítiques, en sintonia amb l'objectiu de l'entitat d'assumir totes les sensibilitats en contra la independència de Catalunya.
Josep Ramon Bosch, president d'SCC, ja havia format part i presidit amb anterioritat l'entitat Somatemps, un col·lectiu que defensa «la identitat hispana de Catalunya» que ha tingut diversos vincles amb l'extrema dreta, i amb la qual ha col·laborat també el vicepresident d'SCC Joaquim Coll.
Somatemps va ser part activa en la creació i posada en marxa de Societat Civil Catalana, incloent Javier Barraycoa de qui SCC va renegar.
ICV-EUiA presentà el 9 de març de 2015 una resolució al Parlament de Catalunya perquè s'expressés una queixa formal a l'Eurocambra pel Premi Ciutadà Europeu que es va lliurar a Societat Civil Catalana, degut als "lligams d'SCC amb grupuscles extremistes, com la Fundació Nacional Francisco Franco o el Moviment Social Republicà, i sobre les declaracions de Josep Ramón Bosch, president de l'entitat, expressant la seva admiració pel líder feixista espanyol, Blas Piñar". Dos dies més tard el PPC va respondre-hi presentant una moció popular al Parlament que felicités a SCC pel Premi Ciutadà Europeu. Tant PSC com Ciudatans ja havien enviat la seva felicitació a SCC i van declinar fer declaracions sobre els vincles d'aquesta amb l'extrema dreta i Blas Piñar. El 19 de març però el PPC va acabar retirant voluntàriament la petició de felicitació i va demanar que ICV-EUiA fes el mateix amb la resolució, però ICV-EU-iA s'hi va negar al·legant que es tractava de fets i vincles de SCC amb entitats franquistes que estaven prou documentats. Dos dies abans SCC després de reunir-se amb PPC i PSC (la resta de partits excepte Ciutadans s'hi havien negat a reunir-se amb ells), el seu vicepresident Joaquim Coll havia denunciat la "falta de neutralitat del Parlament" i de "practicar apartheid ideològic, i que "s'utilitzi el Parlament de Catalunya de manera espúria per anar contra una associació privada", alhora que també anuncià una campanya per "demanar la retirada de les estelades de tots els llocs públics del país, ja que entenen que vulneren el principi de neutralitat".
El jutjat de primera instància 41 de Barcelona, va sentenciar el 10 de gener de 2019 que no hi ha cap prova de que SCC, com a organització, faci apologia del franquisme o el nazisme. Va condemnar a les associacions Comissió de la Dignitat, Amical de Mauthausen, SOS Racisme de Catalunya, Fundació Privada Congrés de Cultura Catalana, Fundació Catalunya i Marcus Pucnik a indemnitzar amb 15.000 euros a SCC, no tornar a dir que l'organització fa apologia de moviments feixistes en els seus actes i en cas que la sentència sigui ferma, publicar en La Vanguardia la capçalera i veredicte de la sentència. Els condemnats foren signants del manifest «La societat civil de Catalunya, per la dignitat», subjecte de la sentència. El jutge no va valorar les relacions dels diferents membres d'SCC amb organitzacions d'extrema dreta com Somatemps, MSR o la Fundació Nacional Francisco Franco, entenent que el que facin els seus membres no afecta els actes oficials de l'entitat. També va excloure el llibre d'investigació periodística «Desmuntant Societat Civil Catalana» per ser publicat després dels fets denunciats, és a dir, després de la publicació del manifest que el jutge entén que diu que SCC fa apologia del feixisme. En cap cas el jutge va dubtar de la veracitat de la documentació aportada.

## Premis i reconeixements
- 2014 — Premi Ciutadà Europeu[67] (guardó creat pel Parlament Europeu)